# Feldmaršal (Indija)
Feldmaršal je feldmaršalski (petzvezdni) vojaški čin Indijske kopenske vojske, ki v sklopu Natovega standarda STANAG 2116 sodi v razred OF-10. Čin je bil neposredno prevzet po istem britanskem činu, pri čemer so zamenjali krono z narodnim grbom Indije in tudi preoblikovali zvezdo.
Nadrejen je činu generala. Enakovreden je činu maršala Indijskega vojnega letalstva (Indijsko vojno letalstvo) in činu admirala Indijske vojne mornarice (Indijska vojna mornarica). 
Oznaka čina je sestavljena iz prekrižane sablje in maršalske palice, ki sta okrožena s cvetličnim vencam ter narodnega grba Indije.
Čin feldmaršala je tako častni čin, ki se ga podeljuje posebej zaslužnemu generalu in je dosmrtni; do sedaj sta čin prejela le dva generala:
- Sam Manekshaw leta 1973 in
- Kodandera Madappa Cariappa leta 1986.[5]